# Václav Kahuda
Václav Kahuda (Praga, 8 de noviembre de 1965-24 de julio de 2023) fue un novelista checo.

## Biografía
Kahuda se formó como escayolista y luego trabajó reparando fachadas, fue vigilante nocturno, ingeniero en unas obras de alcantarillado, operador de calefacción e incluso enterrador. En la actualidad recibe una pensión por invalidez.
Participó en el nacimiento de la legendaria banda de punk Tři sestry.
Junto a Oscarem Rybou y Skiollem Podragou fundó Branické almanachy (en español «Almanaques de Braník») en el distrito praguense del mismo nombre.

## Obra
Václav Kahuda hizo su debut literario con la novela corta/parábola Příběh o baziliškovi (1992), en donde utiliza el crudo estilo narrativo de su compatriota Bohumil Hrabal.
Su obra siguiente, la también novela corta Vésela Bída (1997), ha sido definida por la crítica como un atlas anatómico del lado oscuro de Praga.
Por su parte, Houština (1999) constituye ya una novela más extensa, parcialmente autobiográfica, escrita con un denso estilo nuevamente semejante al de Hrabal. La obra ofrece exactas y despiadadas observaciones de instantes de la vida del narrador, alter ego del autor, con descripciones sexuales de la primera adolescencia.
Un año más tarde Kahuda publicó un libro con dos novelas cortas —Příběh o baziliškovi y Technologií dubnového večera—, esta última un diálogo entre dos escritores de pub.
Proudy (2001), continuación del anterior trabajo, plantea la apertura sexual del autor, estando escrito en un lenguaje original y expansivo.
Tras trece años de silencio literario, apareció la novela de Kahuda, Vítr, tma a přítomnost (2014), extensa obra que recopila una serie de episodios estructurados en torno a la investigación de la muerte del abuelo del narrador, acaecida durante la Segunda Guerra Mundial.
El autor juega con diversos géneros literarios, por una parte el análisis de la sociedad checoslovaca tras la revolución de terciopelo, y por otra, el erotismo siempre presente en los textos de Kahuda.
Sobre este último aspecto, el periodista Pavel Mandys ha escrito «Hay una larga escena erótica, quizás la mejor nunca escrita dentro de la literatura checa: provoca y está llena de vulgaridad, pero al mismo tiempo también tiene una fragilidad sublime, hay un elemento de amor en su interior, así como una ruinosa lujuria».
Vítr, tma a přítomnost se asemeja a la anterior Houština en cuanto a sus connotaciones autobiográficas y al amplio y rico estilo narrativo típico del autor.

## Estilo
En los últimos años, Kahuda se ha erigido como un elocuente escritor de la generación intermedia, proyectando en su visión del mundo su propia experiencia de la vida.
Por otra parte, la noche —como cara alejada de la realidad cotidiana— supone una fuerza motivadora característica de sus obras.
El autor siente una fascinación surrealista por los sueños y las profundidades del subconsciente, así como por la poética romántica, decadente y naturalista.
Los libros de Kahuda retratan la cara animal, sensual y fisiológica de la humanidad, destacando en todo ello la importancia de las experiencias íntimas y obsesiones ocultas en la búsqueda del sentido de la vida, así como la existencia en un mundo extraño al que hemos sido arrojados sin nuestro consentimiento.
No obstante, el autor intenta matizar estas escenas de un universo degenerado con descripciones de paisajes naturales de sugerente intemporalidad y fascinante armonía.

## Obras
- Příběh o baziliškovi (1992)
- Veselá bída (1997)
- Exhumace (1998)
- Houština (1999)
- Technologie dubnového večera / Příběh o baziliškovi (2000)
- Proudy (2001)
- Vítr, tma, přítomnost (2014)